# Sergéi Saltykov
Serguei Vasílievich Saltykov (en rus: Серге́й Васи́льевич Салтыко́в; c. 1726-1765) va ser un camarlenc rus que es va convertir en el primer amant de la tsarina Catalina II de Rússia després que aquesta arribés a Rússia.
En les seves memòries, Catalina difon diversos rumors sobre el veritable pare del fill que va tenir Pau I de Rússia. Va dir que Pau «amb tota seguretat era el fill del seu amant». La majoria dels historiadors, de tota manera, es creu que les insinuacions de Catalina van estar motivades per la animositat personal que tenia en contra de Pau, amb intenció de ferir-ho. De fet, Pau s'assembla bastant amb el seu pare oficial, Pere III de Rússia, tant en caràcter com en aparença. Va haver-hi molt poc en comú entre el bel·ligerant i baix Pau i l'alt i ben plantat Serguei Saltykov.
Serguei era el fill del comte Vasili Fiódorovich Saltykov (1675 - 27 d'abril de 1751) i la seva dona, la princesa Mariya Alekséyevna Golítsyna (nescuda l'1 de gener de 1701 - 14 d'octubre de 1752), filla del príncep Alekséi Borísovich Golitsyn (vegeu Golitsin), lloctinent, coronel (4 de febrer de 1671 - 4 de març de 1713) i la seva esposa, Anna Ivánovna Sukina (8 de febrer de 1672 - 7 d'octubre de 1738). La família Saltykov pertanya a una antiga família de boyardos que va rivalitzar amb els Románov en noblesa en descendir d'una germana del primer tsar Románov, així com de diverses branques dels Rúrikovich per línia materna. La mare de l'emperadriu Ana Ioánnovna, per exemple, provenia d'aquesta família.
 